# Saragüell

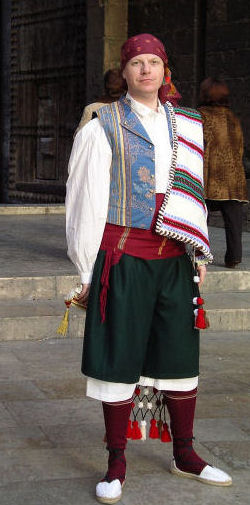
Hombre vestido con el traje de saragüell.

El traje de saragüell es la vestimenta tradicional masculina valenciana de los labriegos, el cual aparece bajo la denominación sarawil en textos musulmanes andalusíes del siglo X. 
Este vestido se coloca directamente sobre el cuerpo y sobre él se puede colocar o no otras prendas. El tejido de esta vestimenta es el lienzo para los días de trabajo, y en los festivos se cubre con un segundo calzón de lana o seda, conocido como negrilla. Calzan chapines o escarpines.